# 28-й батальон Канадского экспедиционного корпуса

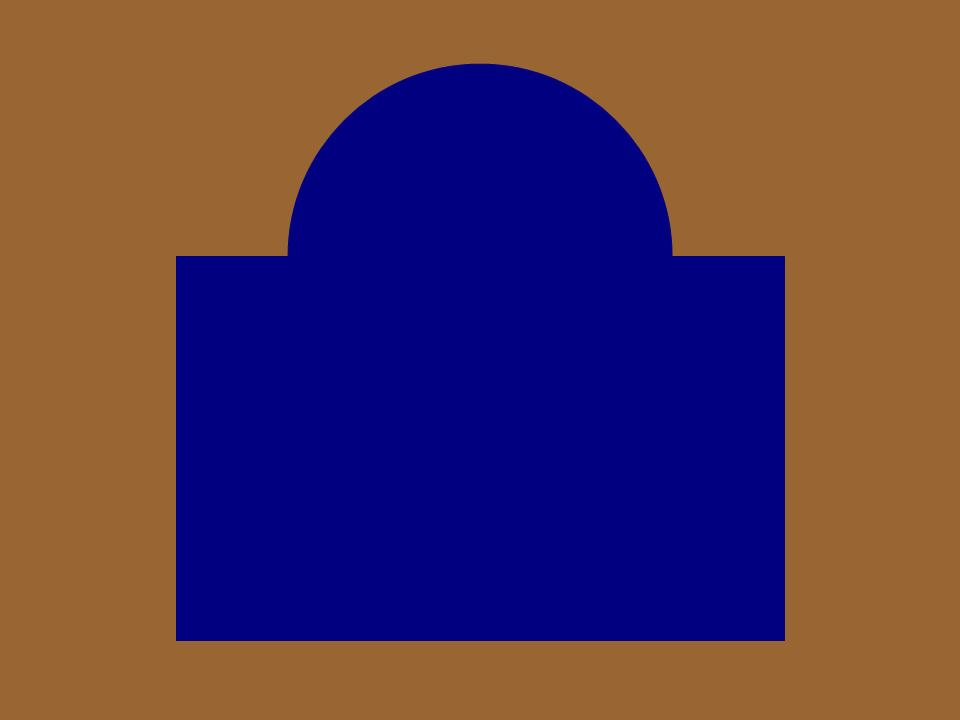
Отличительная нашивка батальона.

28-й батальон Канадского экспедиционного корпуса — подразделение Канадского экспедиционного корпуса во время Первой мировой войны.

## История
Батальон был сформирован 7 ноября 1914 г. и проводил рекрутирование в Саскатуне, Реджайне, Мус-Джоу, Принс-Альберте, Форт-Уильяме (нынешний Тандер-Бей), Виннипеге, а также на прилегающих территориях Саскачевана, Манитобы и Онтарио. Отплыл в Великобританию 29 мая 1915 г. и высадился во Франции 18 сентября 1915 г. Вошёл в состав 6-й пехотной бригады 2-й канадской дивизии.
В сентябре того же года батальон пересёк Ла-Манш и был незамедлительно отправлен на передовую. Подразделение понесло свои первые серьёзные потери в течение первого месяца.
Последним погибшим солдатом Британской Империи и 28-го батальона на Западном фронте был рядовой Джордж Лоуренс Прайс, который застрелен снайпером во время патрулирования в 10:58 утра 11 ноября 1918 года, за две минуты до перемирия.
Батальон был расформирован 30 августа 1920 г.
Командовали 3 подполковников и 2 майоров:
- Подполковник Дж. Ф. Л. Эмбери, 29 мая 1915 г. — 17 сентября 1916 г.;
- Подполковник А. Росс, 17 сентября 1916 г. — 1 октября 1918 г.;
- Maйор Г. Ф. Д. Бонд, 2 октября 1918 г. — 6 ноября 1918 г.;
- Майор А. Ф. Симпсон, 6 ноября 1918 г. — 16 декабря 1918 г.;

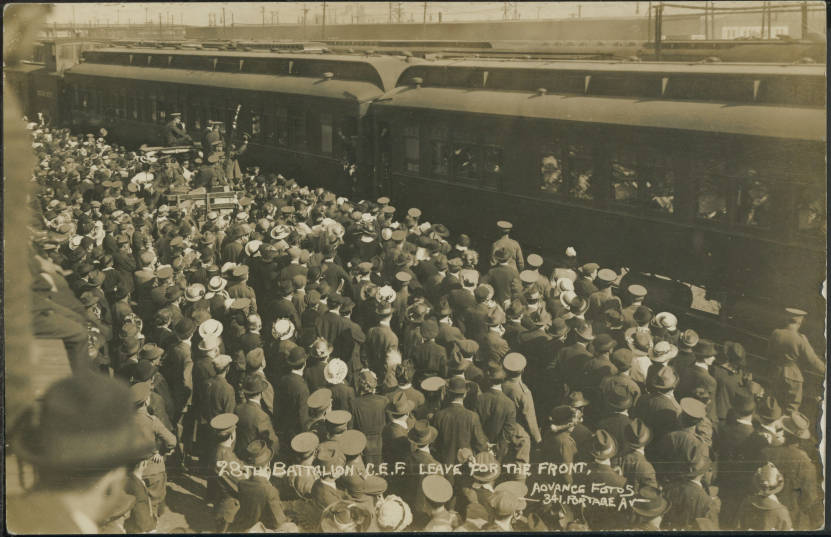
28-й батальон Канадского экспедиционного корпуса отправляется на фронт.

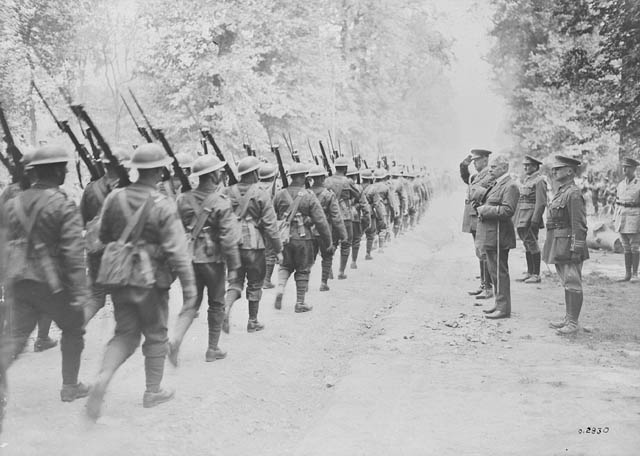
28-й батальон марширует мимо Роберта Бордена, июль 1918 г.

- 28-й батальон Канадского экспедиционного корпуса отправляется на фронт.28-й батальон устанавливает станцию связи в битве при Вими.28-й батальон марширует мимо Роберта Бордена, июль 1918 г.Подполковник Д. Е. Макинтайр, DSO, MC, 16 декабря 1918 г. — демобилизация[3].

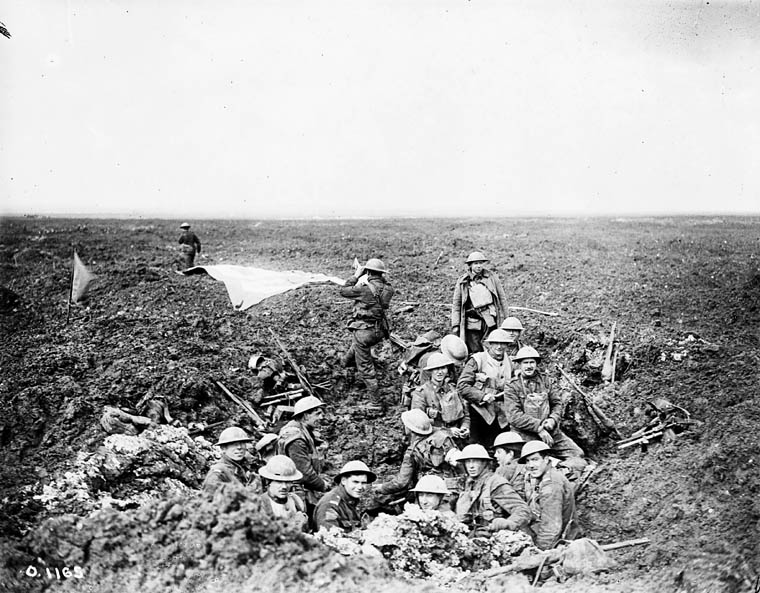
28-й батальон устанавливает станцию связи в битве при Вими.

## Награды
- Битва при Мон-Соррель, 1916 г.
- Битва на Сомме, 1916 г.
- Битва при Флерсе-Курселетте, 1916 г.
- Битва у хребта Тьепваль, 1916 г.
- Битва за Анкр-Хайтс, 1916 г.
- Битва при Аррасе, 1917—1918 г.
- Битва при Вими, 1917 г.
- Битва за высоту 70, 1917 г.
- Битва при Пашендейле, 1917 г.
- Битва при Амьене, 1918 г.
- Битва за линию Гинденбурга, 1918 г.
- Битва за линию Дрокур-Кеан,1918 г.
- Битва на Канале дю Нор, 1918 г.
- Битва при Камбре, 1918 г.
- Франция и Фландерия, 1915—1918 гг.[3]